# Céline Salard
 (mars 2025).
Motif : Cette artiste a-t-elle eu une notoriété suffisante pour être wikifiée ?
- Archive Wikiwix
- Bing
- Cairn
- DuckDuckGo
- E. Universalis
- Gallica
- Google
- G. Books
- G. News
- G. Scholar
- Persée
- Qwant
- (zh) Baidu
- (ru) Yandex
- (wd) trouver des œuvres sur Wikidata

| 1. | Préciser le motif de la pose du bandeau. | Précisez le motif de la pose du bandeau en utilisant la syntaxe suivante : {{admissibilité à vérifier\|date=mars 2025\|motif=remplacez ce texte par le motif}}                     |
| 2. | Informer les utilisateurs concernés.     | Pensez à avertir le créateur de l'article, par exemple, en insérant le code ci-dessous sur sa page de discussion : {{subst:avertissement admissibilité à vérifier\|Céline Salard}} |

Céline Salard, née le 1er janvier 1854 à Paris et morte le 14 septembre 1921 à Clamart, est une peintre française, aquarelliste de fleurs.

## Biographie
Céline Eugénie Baron est la fille de François Sylvain Théodore Baron, menuisier, et de Célestine Eugénie Tisserant.
Élève d'Élise Voruz, puis de Georges Jeannin et d'Achille Cesbron, elle produit essentiellement des aquarelles florales.
Céline Baron expose à Laval dès 1875,.
Elle épouse en 1882 l'architecte Germain Salard.
Elle expose à la Société Nationale d'Horticulture de France en 1895 (médaille de vermeil) et 1907 au moins.
Elle est admise au Salon en 1889, participe à l'exposition de la Société des amis des arts de Seine-et-Oise en 1892, et est au "Blanc et noir" la même année.
Au salon de l'Union des femmes peintres et sculpteurs, elle remporte le 2e prix en 1905; elle expose également avec les Femmes artistes à la galerie Georges Petit en 1906, 1907 et 1908 .
Elle participe également à de nombreux salons en province.

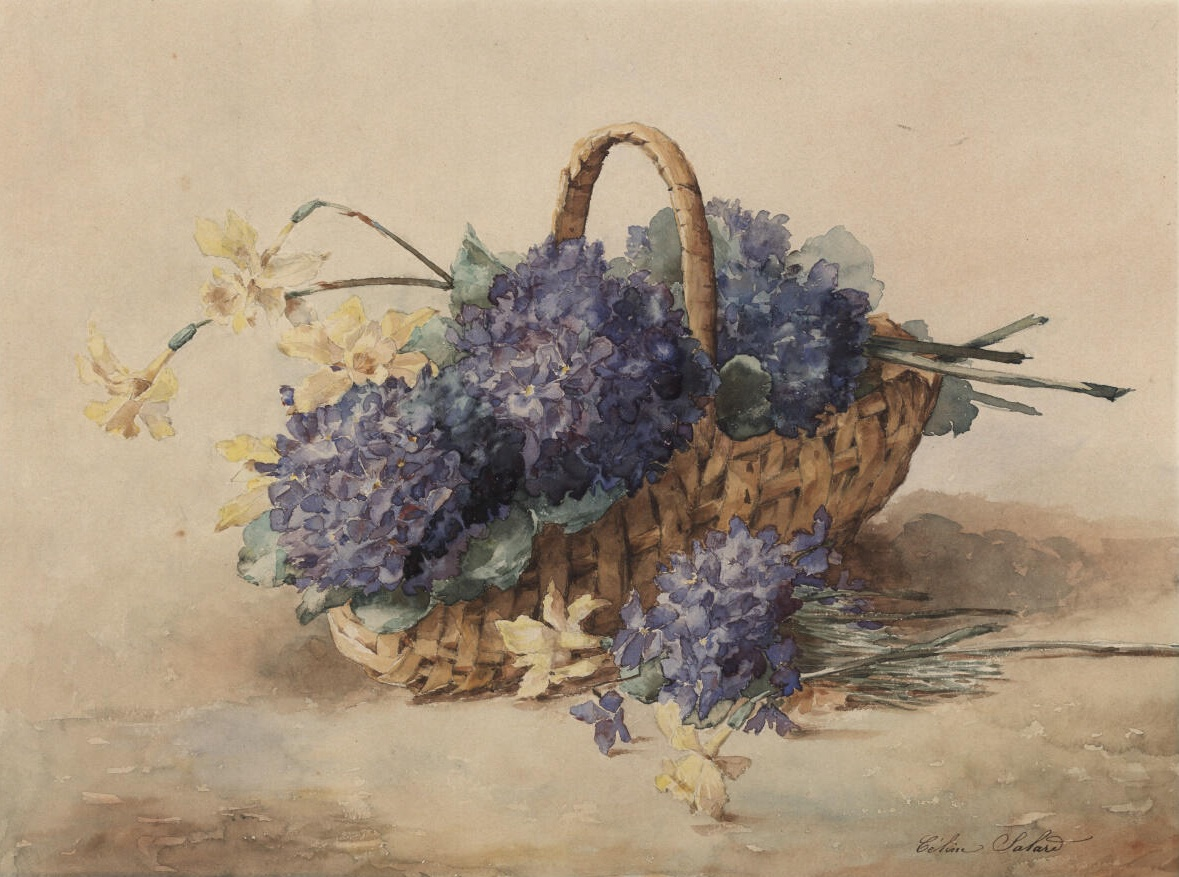
Céline Salard, Violettes et jonquilles, aquarelle. Musée des Beaux-Arts de Nîmes.

Elle est souvent citée aux côtés d'Eugénie Faux-Froidure, Blanche Odin, Antoinette Chavagnat, François Rivoire, etc. pour des aquarelles restituant les fleurs avec une grande exactitude. 
En 1907 elle est nommée Officier de l'Instruction publique.
Elle est veuve en 1913.
Elle expose au Salon jusqu'en 1920.
Elle meurt à son domicile de Clamart en 1921 à l'âge de 67 ans.

## Distinction
- Officier de l'Instruction publique (1907)[15].